# Lilja Kedrowa

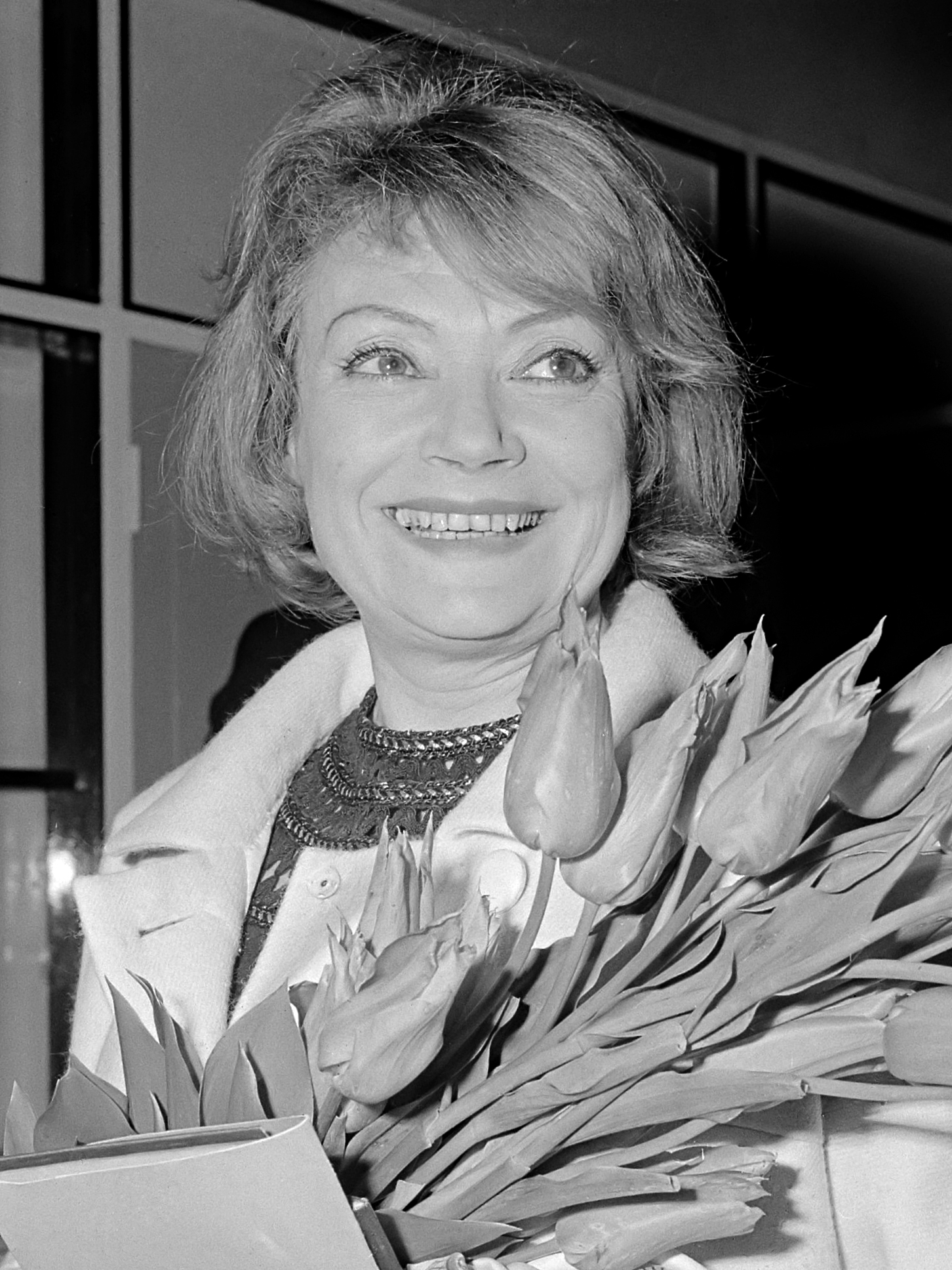
Lila Kedrova (1965)

Lilja Kedrowa, international bekannt als Lila Kedrova, (russisch Лиля Кедрова, Geburtsname Елизавета Николаевна Кедрова Jelisaweta Nikolajewna Kedrowa; * 9. Oktober 1909 in Sankt Petersburg; † 16. Februar 2000 in Sault Ste. Marie, Ontario) war eine französisch-russische Schauspielerin.

## Leben
Lilja Kedrowa bekam den Oscar als beste Nebendarstellerin 1965 für die Rolle der Madame Hortense in Alexis Sorbas und 1984 für die gleiche Rolle am Broadway den Tony Award. In Erinnerung bleibt auch ihre Gräfin Kuchinska in Alfred Hitchcocks Der zerrissene Vorhang.
In der Londoner Inszenierung des Musicals Cabaret wirkte sie als Fräulein Schneider mit.
Lilja Kedrowa, die am 16. Februar 1968 Richard Howard heiratete, starb nach langem Kampf mit der Alzheimer-Krankheit im Jahr 2000 in ihrem kanadischen Sommersitz in Sault Ste. Marie, Ontario an einer Lungenentzündung.

## Filmografie (Auswahl)
- 1938: Ultimatum
- 1953: Weg ohne Umkehr
- 1954: Weiße Sklavinnen für Tanger (Les impures)
- 1954: Der Abtrünnige (Le défroqué)
- 1955: Razzia in Paris (Razzia sur la chnouf)
- 1956: Hauptstraße (Calle Mayor)
- 1956: Hyänen unter sich (Jusqu’au dernier)
- 1958: Montparnasse 19 (Les Amants de Montparnasse)
- 1958: Ein Weib wie der Satan (La femme et le pantin)
- 1959: Jons und Erdme
- 1963: Verflucht und vergessen (La mort d’un tueur)
- 1964: Alexis Sorbas (Zorba The Greek)
- 1965: Sturm über Jamaika (A high wind in Jamaica)
- 1965: Penelope
- 1966: Der zerrissene Vorhang (Torn Curtain)
- 1966: Maigret und der Würger von Montmartre (Maigret à Pigalle)
- 1968: Das Mädchen, das nicht ja sagen konnte (Il suo modo di fare)
- 1970: Der Brief an den Kreml (The Kremlin Letter)
- 1971: Das Pariser Appartement (A Time for Living)
- 1971: Rak
- 1973: Weiche Betten, harte Schlachten (Soft Beds, hard Battles)
- 1975: Spuren auf dem Mond (Le orme)
- 1976: Der Mieter (Le locataire)
- 1977: Fetzig, frei und endlich high (Moi, fleur bleue)
- 1978: Edouard, der Herzensbrecher (Le cavaleur)
- 1979: Der Weg ins Paradies (Les égouts de paradis)
- 1979: Die Liebe einer Frau (Clair de femme)
- 1981: Blood Tide
- 1981: Liebe ein Leben lang (Tell me a riddle)
- 1983: Das letzte Testament (Testament)
- 1984: Camelot – Der Fluch des goldenen Schwertes (Sword of the Valiant – The Legend of Gawain and the Green Knight)
- 1988: Some Girls